# Geneviève Fraisse
Geneviève Fraisse (n.1948) este un filozof francez, membru al Parlamentului European în perioada 1999-2004 din partea Franței.

## Publicații
- Femmes toutes mains, Essai sur le service domestique, Seuil, 1979 ; nouvelle édition augmentée : Service ou servitude, Essai sur les femmes toutes mains, Le Bord de l'eau, 2009
- Clémence Royer, philosophe et femme de science, La Découverte, 1985, réédition 2002
- Muse de la raison, Démocratie et exclusion des femmes en France, Alinea 1989, Folio Gallimard, 1995, 2017
- Histoire des femmes en Occident. Vol. IV, xixe siècle, co-édité avec Michelle Perrot, sous la direction de Georges Duby et Michelle Perrot, Plon, 1991, Tempus, 2002
- La Raison des femmes, Plon, 1992, partiellement repris dans Les Femmes et leur histoire
- La Différence des sexes, PUF, 1996, repris dans À côté du genre : sexe et philosophie de l'égalité
- Les Femmes et leur histoire, Folio Gallimard, 1998, 2019, reprise partielle de La Raison des femmes, et autres textes
- Deux femmes au royaume des hommes, avec Roselyne Bachelot-Narquin et la collaboration de Ghislaine Ottenheimer, Hachette Littérature, 1999
- La Controverse des sexes, PUF, 2001, repris dans À côté du genre : sexe et philosophie de l'égalité
- Les Deux Gouvernements : la famille et la cité, Folio Gallimard, 2000, 2019
- Le Mélange des sexes, Gallimard jeunesse, 2006
- Du consentement, Seuil, 2007, édition augmentée d'un épilogue, "Et le refus de consentir ?", 2017
- Le Privilège de Simone de Beauvoir, Actes Sud, 2008 ; édition augmentée Folio Gallimard, 2018
- L’Europe des idées suivi de Touriste en démocratie : chronique d'une élue du Parlement européen, 1999-2004 (avec Christine Guedj), L’Harmattan/France Culture, 2008, 353 p.
- À côté du genre : sexe et philosophie de l'égalité, Le Bord de l'eau, 2010, reprise de La Différence des sexes, La Controverse des sexes et autres textes
- La Fabrique du féminisme : textes et entretiens, Le Passager clandestin, 2012, édition de poche 2018
- Les Excès du genre, concept, image, nudité, Lignes, 2014, édition augmentée, Seuil, 2019
- La Sexuation du monde, Réflexions sur l'émancipation, Presses de Sciences Po, 2016
- La Suite de l'Histoire, actrices, créatrices, Seuil, 2019
- Féminisme et philosophie, Folio Gallimard, 2020

1. ↑  Who's Who in France
2. ↑  Geneviève Fraisse, Babelio
3. ↑  Autoritatea BnF, accesat în 31 decembrie 2019
4. ↑  Autoritatea BnF, accesat în 10 octombrie 2015
5. ↑  CONOR.SI[*] Verificați valoarea |titlelink= (ajutor)
6. ↑  Deputații în Parlamentul European
7. ↑  Système universitaire de documentation